# 置換可能素数
置換可能素数（ちかんかのうそすう、英語: permutable prime）は、与えられた基数において、任意の桁の数字を置換しても素数となる素数のことである。この素数を最初に研究したハンズ・エゴン・リチャートはこれを"permutable primes"（置換可能素数）と呼んだが、後に"absolute primes"（絶対素数）とも呼ばれた。また、"anagrammatic prime"（アナグラム素数）とも呼ばれる。
基数10においては、49,081桁以下の全ての置換可能素数が判明している。
2, 3, 5, 7, 11, 13, 17, 31, 37, 71, 73, 79, 97, 113, 131, 199, 311, 337, 373, 733, 919, 991, R19 (1111111111111111111), R23, R317, R1031, ... オンライン整数列大辞典の数列 A003459
上記から、置換により同じ数字となるもののうち最小のもの以外を除くと、以下の16個となる。
2, 3, 5, 7, 11, 13, 17, 37, 79, 113, 199, 337, R19, R23, R317, R1031, ... オンライン整数列大辞典の数列 A258706
ここで、 Rn = {\displaystyle {\tfrac {10^{n}-1}{9}}} は、n個の1（基数10）だけで構成される数（レピュニット数）である。全てのレピュニット素数は上記に定義した置換可能素数であるが、定義によっては少なくとも2つの異なる桁が必要となる。
全ての2桁以上の置換可能素数は1,3,7,9で構成されている。これは、2以外の偶数は素数ではなく、5以外の素数は5で割り切れないからである。1,3,7,9の4つの数字のうちの3つを含む置換可能素数が存在しないこと、1,3,7,9から選択された2つの数字の各々が2つ以上から構成される置換可能素数が存在しないことは証明されている。
3 < n < 6·10175となるn桁のレピュニット以外の置換可能素数は存在しない。上記に挙げた以外のレピュニットでない置換可能素数は存在しないと予想されている。